# Jake Bernstein
Jake Bernstein is een Amerikaans onderzoeksjournalist en schrijver. In zowel 2011 als 2017 werd hij voor zijn journalistiek werk bekroond met een Pulitzerprijs.

## Carrière
Jake Bernstein begon als freelancejournalist in Centraal-Amerika. Van 1997 tot 2002 was hij een reporter voor Miami New Times. Hij schreef hoofdzakelijk over politieke onderwerpen, waaronder de zaak rond Elián González en de hertellingen tijdens de presidentsverkiezingen van 2000. 
Nadien ging hij aan de slag bij The Texas Observer. Bij het tijdschrift werd hij in 2004 gepromoveerd tot hoofdredacteur. Hij schreef er onder meer over het corruptieschandaal rond Tom DeLay. Onder zijn leiding werd het magazine in 2005 door Utne Reader uitgeroepen tot beste politieke magazine van het jaar. In 2006 schreef hij met VICE ook een boek over toenmalig vicepresident Dick Cheney.
In 2008 stapte Bernstein over naar ProPublica, een New Yorkse organisatie voor onderzoeksjournalistiek. Hij schreef er hoofdzakelijk over de zakenwereld. In 2011 ontving hij samen met een collega een Pulitzerprijs voor zijn verslaggeving over Wall Street tijdens de kredietcrisis.
In de periode 2015–2016 werkte hij in dienst van het International Consortium of Investigative Journalists (ICIJ) mee aan de onthulling van de Panama Papers. Hij schreef onder meer mee aan het artikel All Putin's Men: Secret Records Reveal Money Network Tied to Russian Leader, over het financiële netwerk van offshore-vennootschappen en brievenbusfirma's dat achter de Russische president Vladimir Poetin schuilgaat.
Met Secrecy World: Inside the Panama Papers Investigation of Illicit Money Networks and the Global Elite bracht hij in 2017 ook een boek over de Panama Papers uit. Datzelfde jaar ontving hij voor zijn verslaggeving een tweede Pulitzerprijs. Het boek Secrecy World werd enkele jaren later door Steven Soderbergh verfilmd onder de titel The Laundromat.